# Camps-en-Amiénois
Camps-en-Amiénois (picardisch: Camp-in-Anmiénoé) ist eine nordfranzösische Gemeinde mit 183 Einwohnern (Stand 1. Januar 2022) im Département Somme in der Region Hauts-de-France. Die Gemeinde liegt im Arrondissement Amiens, ist Teil der Communauté de communes Somme Sud-Ouest und gehört zum Kanton Ailly-sur-Somme.

## Geographie
Camps-en-Amiénois liegt rund elf Kilometer südlich von Airaines und vier Kilometer westlich von Molliens-Dreuil.

## Geschichte
Im Ort bestand ein gallo-römisches Lager, von dem der Gemeindename abgeleitet wird. In Camps stand seit 1136 ein von der Abtei Saint-Michel in Le Tréport abhängiges Benediktinerpriorat. Diese und die Johanniterkommende von Saint-Maulvis hatten Anteil an der Herrschaft. Die Gemeinde besaß eine Poststation an der wichtigen Straße von Paris nach Calais. 1832 litt sie unter einer Choleraepidemie.

## Einwohner
| 1962 | 1968 | 1975 | 1982 | 1990 | 1999 | 2006 | 2011 |
| ---- | ---- | ---- | ---- | ---- | ---- | ---- | ---- |
| 219  | 188  | 179  | 161  | 169  | 165  | 168  | 176  |

## Verwaltung
Bürgermeister (maire) ist seit 2010 Linda Bon.

## Sehenswürdigkeiten

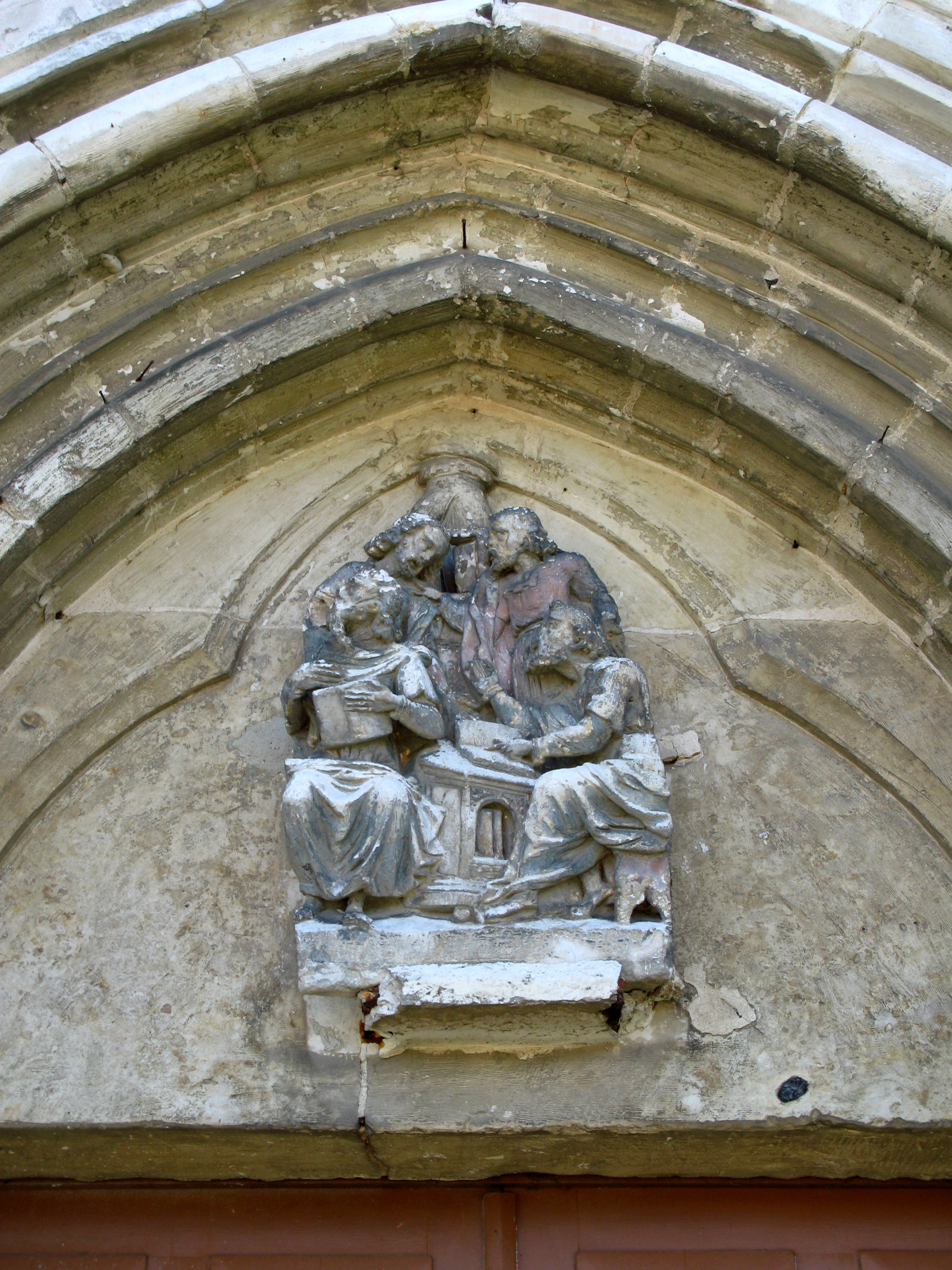
Tympanon mit den vier Evangelisten an der Kirche

- Kirche Saint-Nicolas mit einigen bemerkenswerten Statuen; das Portal ist seit 1926 als Monument historique eingetragen (Base Mérimée PA00116113)
- Kapelle Saint-Milfort (Ecce-homo-Kapelle) im Süden des Orts
- Kriegerdenkmal